# Bulbophyllum bliteum
Bulbophyllum bliteum là một loài phong lan thuộc chi Bulbophyllum.